# 直島バス

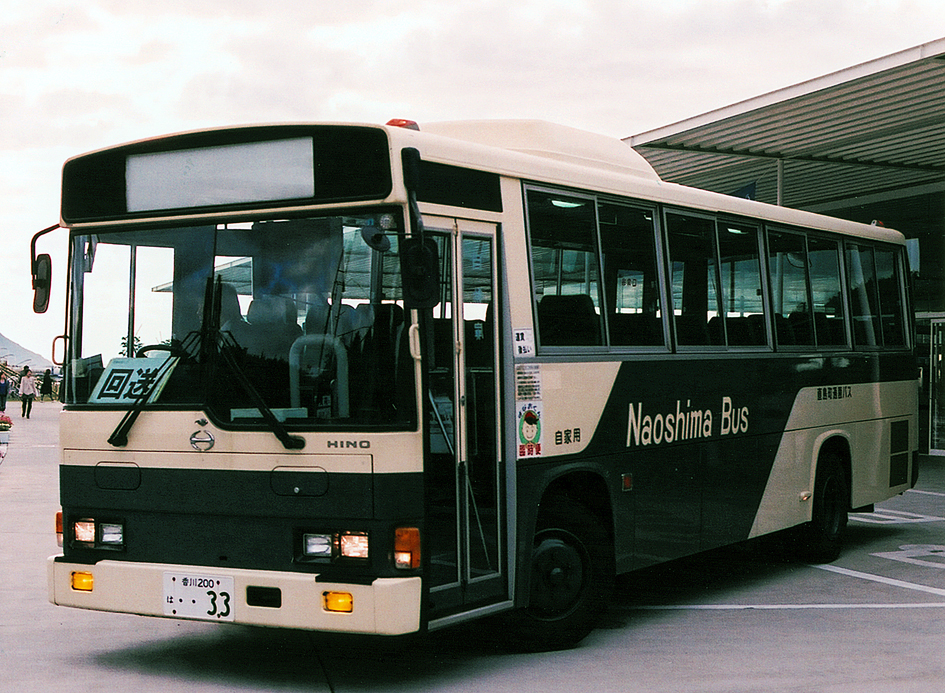
直島町営バスの日野・レインボーRJ
直島バスからの移籍車。塗装等は直島バス当時のままである。

直島バス（なおしまバス）は、かつて香川県香川郡直島町に存在したバス事業者。小豆島バス株式会社によって設立された。直島内で乗合バスを運行していたが、2002年（平成14年）にバス事業を廃止。路線は直島町が運行するコミュニティバス「直島町営バス」（愛称「すなおくん号」）に引き継がれた。
会社としては、直島タクシー株式会社（なおしまタクシー）として存続し、直島町842番地に本社を置く。

## 沿革
- 1956年（昭和31年）： 小豆島バスにより、直島自動車株式会社を設立。
- 2002年（平成14年）6月30日：バス事業を廃止。
- 2002年（平成14年）7月1日：直島町営バス「すなおくん号」が廃止代替バスとして運行開始。

## 路線
直島は瀬戸内海の直島諸島の島で、面積も狭く、現在は人口も少ないが、三菱マテリアル直島銅製錬所があり、かつてはその従業員も多かった。島内にはこれといった観光地はなかったため、利用者のほとんどが島民で、特に幼稚園送迎は重要な役割であった。

### 1988年当時
- 積浦 - 本村港 - 役場前 - 東宮ノ浦 - 宮ノ浦港 - 東宮ノ浦 - 鷲ノ松 - 三菱金属正門前[2]

### 2002年の廃止当時
- 本村 - 宮之浦港 - 三菱正門前
- 本村 - 積浦 - つつじ荘

## 車両
バスの塗色は、アイボリーホワイトをベースにダークグリーン帯が入るツートンカラーであった。
1988年時点では、日野・レインボーRJが2台（1982年式のK-RJ172AA、1988年式のP-RJ172BA）在籍していた。
直島バスの車両（日野・レインボーRJ、KC-RJ1JJCA）は、直島町営バスの予備車として町へ譲渡された。塗装等は直島バス当時のまま転用され、主に、多客時の積み残し対応臨時便や幼稚園送迎、葬儀の送迎（参列者を火葬場まで送迎）などに充当されている。